# Meta bourneti
Espèce
Synonymes
- Meta milleri Kratochvíl, 1942

Meta bourneti est une espèce d'araignées aranéomorphes de la famille des Tetragnathidae.

## Distribution
Cette araignée se rencontre en Europe jusqu'en Géorgie et en Afrique du Nord.

## Description

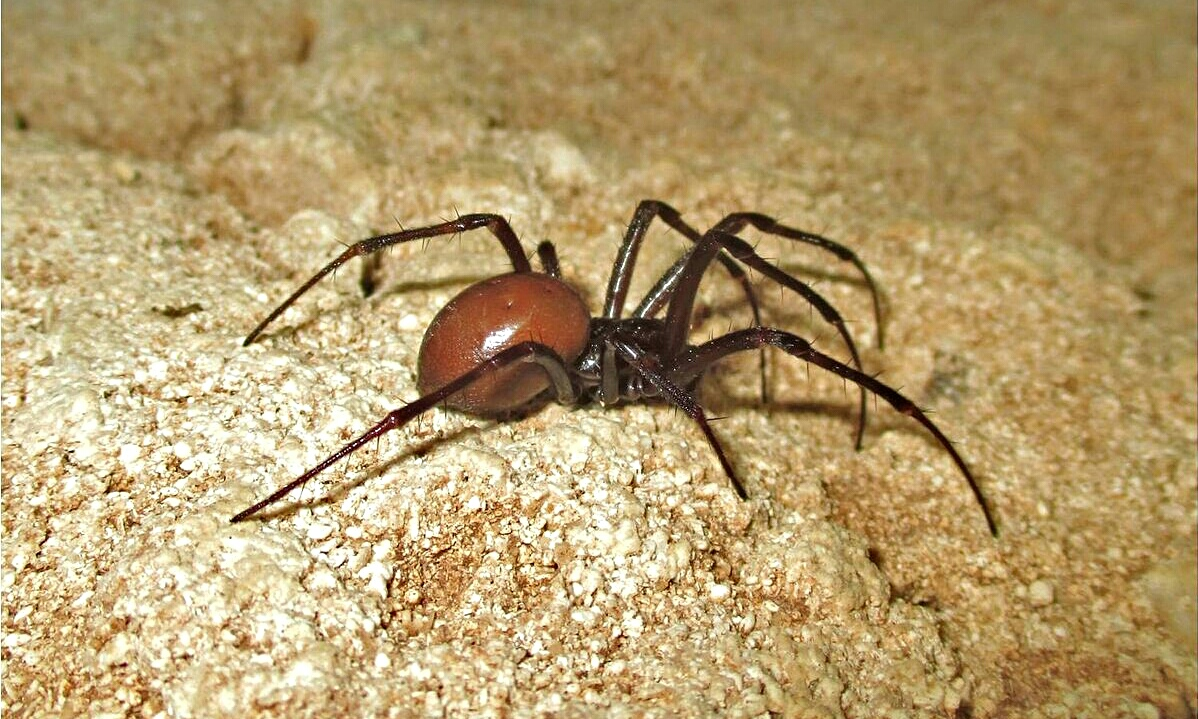
Meta bourneti

Cette espèce cavernicole troglophile (voir biospéologie) est de couleur brun-rouge sombre. Son abdomen est généralement unicolore, parfois orné d'un folium peu marqué. Contrairement à celles de Meta menardi, à laquelle elle ressemble beaucoup, les pattes de M. bourneti ne sont pas annelées. La longueur de son corps est généralement comprise entre 13 et 15 mm pour les femelles et 10 et 11 mm pour les mâles.

## Comportement
Meta bourneti tisse des toiles orbiculaires. Elle capture des Insectes volants, tels que des Diptères  (Fig.1), mais peut se nourrir aussi de Crustacés Isopodes (Cloportes)(Fig.2,3), du moins dans  les grottes de l' ouest de l' Hérault (Biterrois) où elle est très répandue,. Meta menardi , plus rare, ne se rencontre qu'en altitude. La femelle de Meta bourneti pond ses œufs jaune d'or en une masse sphérique qu'elle entoure d'un cocon globuleux fixé généralement aux parois (Fig.4).

## Liens externes

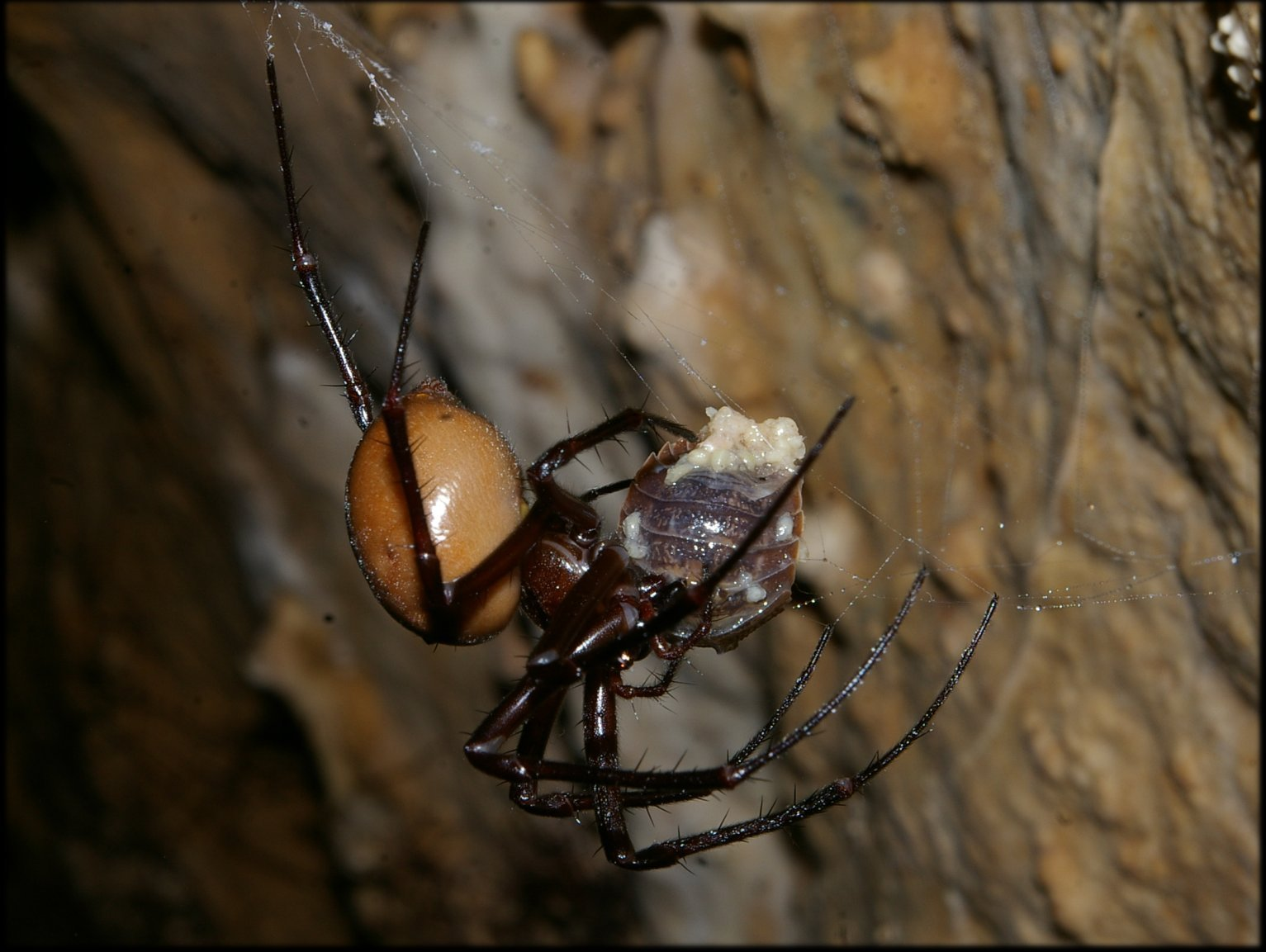
Fig.2 - Meta bourneti femelle ayant capturé un Cloporte. Obsv.Marcou.

## Bibliographie

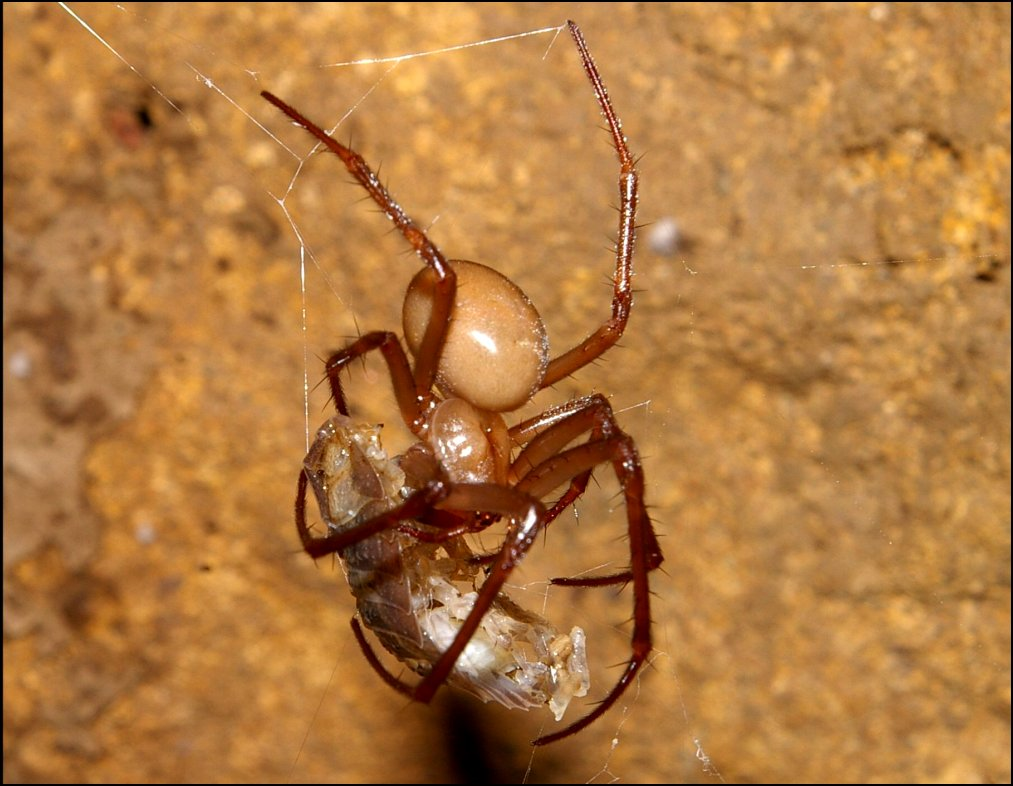
Fig.3 - Autre Meta bourneti femelle ayant capturé un Cloporte

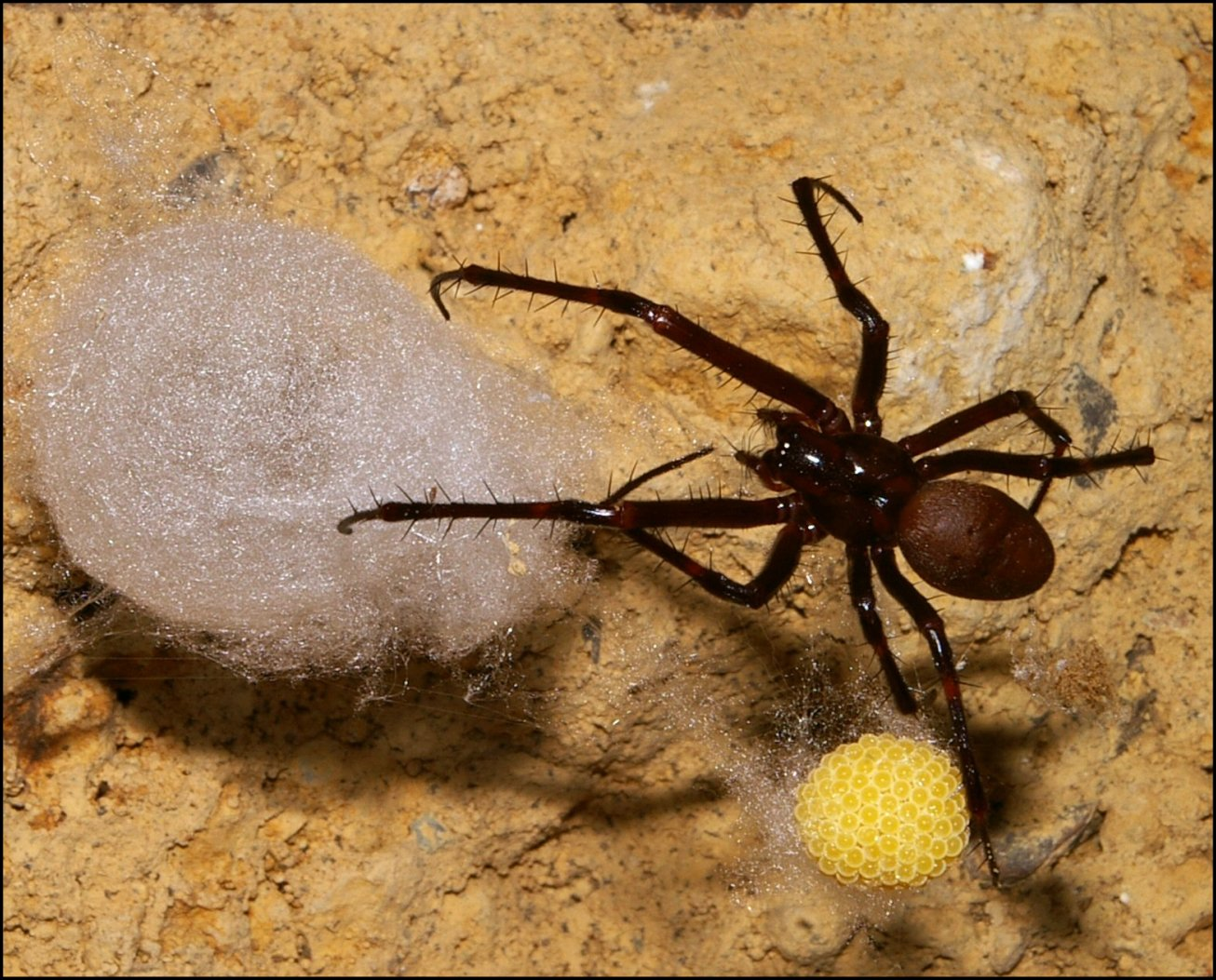
Fig.4 - Meta bourneti femelle près d'une ponte récente (dessous), l'autre, ancienne, dans un cocon (à gauche). Obsv.Marcou

## Publication originale

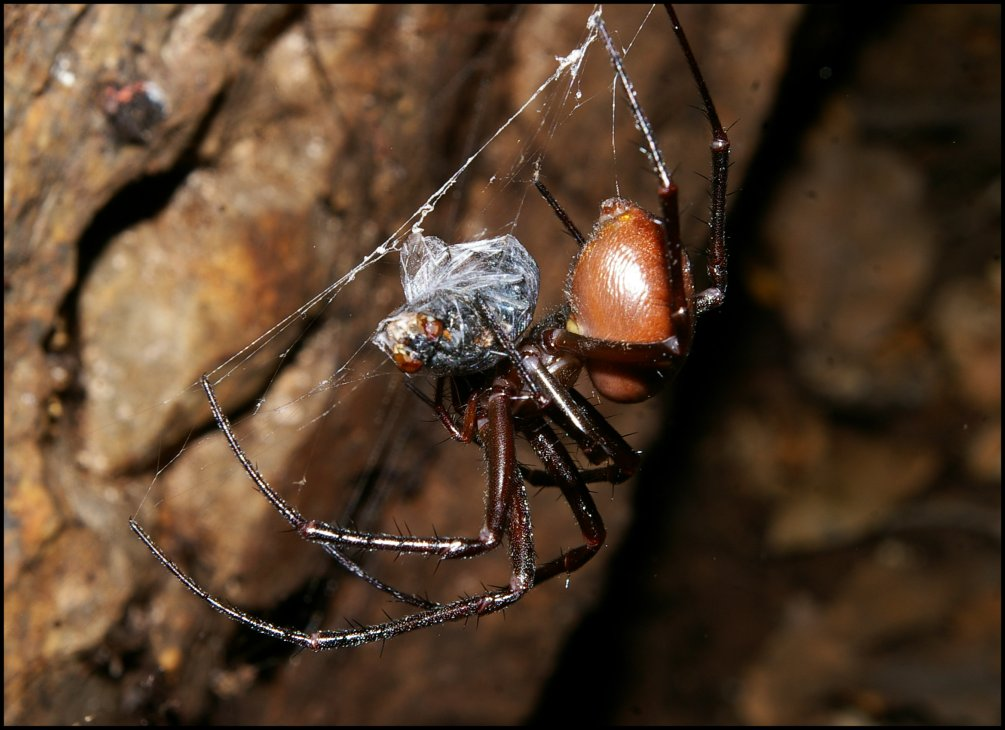
Fig.1 - Meta bourneti femelle ayant capturé un Diptère (Calliphora). Obsv.Marcou.

- Simon, 1922 : Description de deux arachnides cavernicoles du midi de la France. Bulletin de la Société Entomologique de France, vol. 1922, p. 199-200 (texte intégral).